# Leonard Fuller
Leonard Franklin Fuller (* 21. August 1890 in Portland, Oregon; † 23. April 1987 in Palo Alto, Kalifornien) war ein US-amerikanischer Radiopionier.

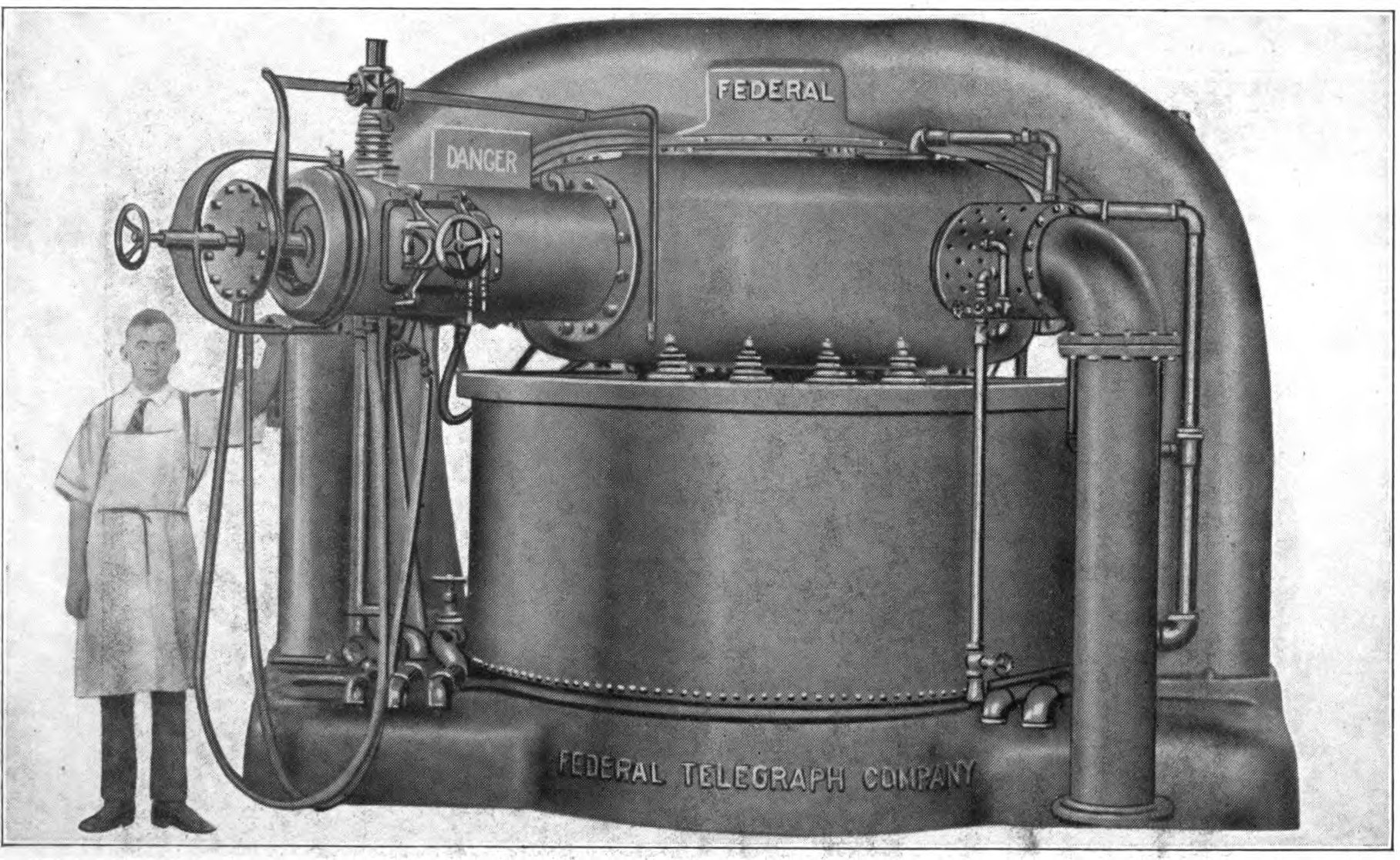
Lichtbogensender der Federal Telegraph Company nach Poulsen für die US Navy

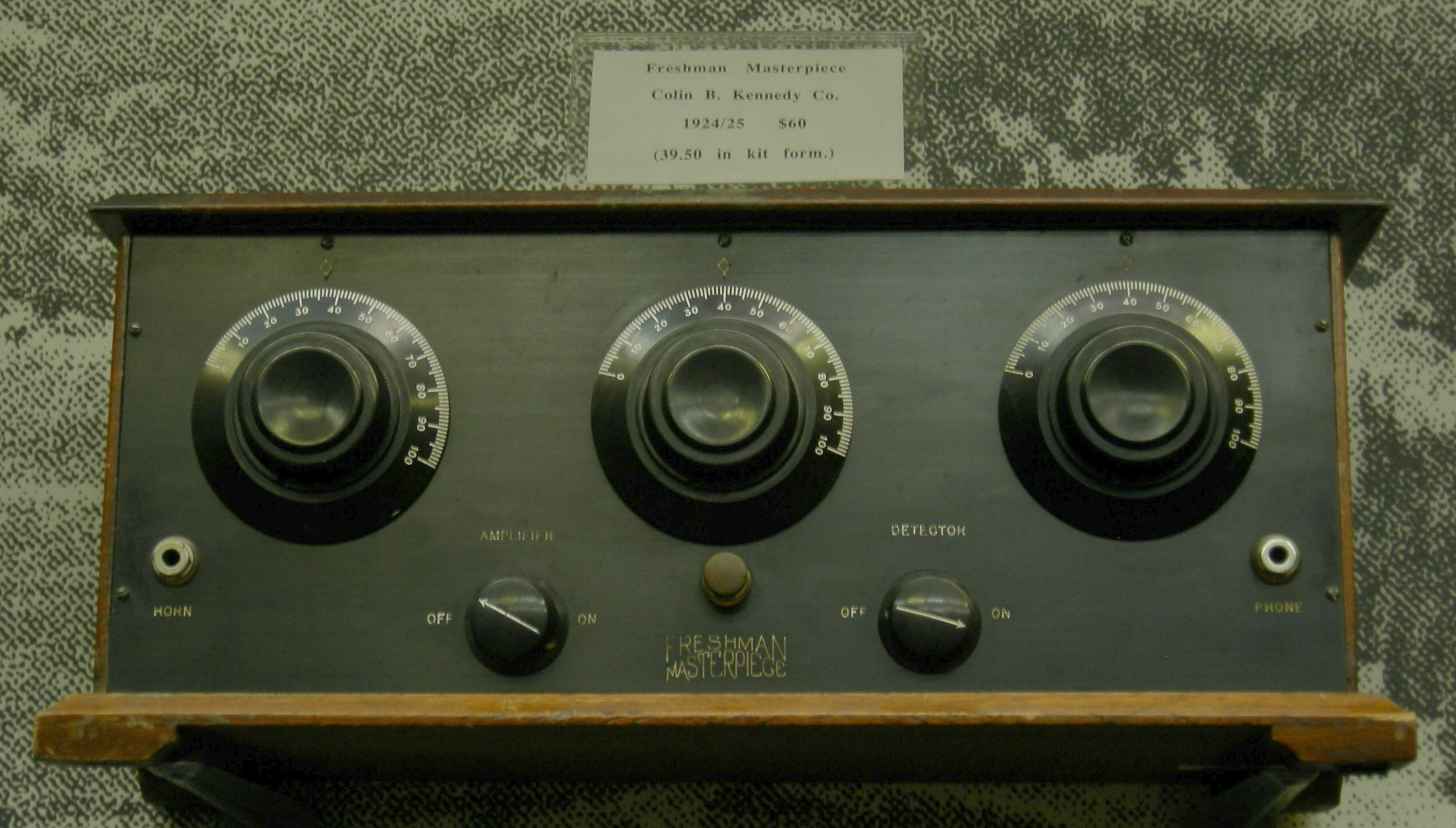
Freshman Masterpiece Radio der Coliln B. Kennedy Company von 1925

## Leben
Fuller besuchte die Portland Academy mit dem Abschluss 1908 und die Cornell University mit dem Master-Abschluss in Elektrotechnik 1912. Danach ging er zur National Electric Signaling Company in Brooklyn und nach einigen Monaten zur Federal Telegraph Company in San Francisco, deren leitender Ingenieur er 1913 wurde. Dort konstruierte er große Lichtbogensender mit Leistungen bis 1 MW für die US Army und die US Navy. Sie wurden für transozeanische Kommunikation neben den USA in Frankreich, Panama, Hawaii und auf den Philippinen installiert.
Im Ersten Weltkrieg war er in der U-Boot-Abwehr beim National Research Council und studierte gleichzeitig an der Stanford University, an der er 1919 in Elektrotechnik promovierte.
1919 gründete er die Colin B. Kennedy Company in San Francisco, die Radiogeräte herstellte. Außerdem arbeitete er als beratender Ingenieur für Elektrizitätsgesellschaften. 1921/22 installierte er ein Drahtfunk-Telefonsystem auf Hochspannungsleitungen, das erste seiner Art. 1923 bis 1926 arbeitete er daran und an Radioempfängern bei General Electric in Schenectady und danach in deren Filiale in San Francisco in Hochspannungstechnik und in Anwendung von Vakuumröhren. Unter anderem richtete er eine Kommunikationsverbindung auf Hochspannungsleitungen von Los Angeles zum Hoover Dam ein.
Danach ging er wieder zur Federal Telegraph Company in deren Fabrik in Palo Alto als Executive Vice President und leitender Ingenieur.
Von 1930 bis 1943 war er Professor für Elektrotechnik an der University of California, Berkeley. Als Freund von Ernest Orlando Lawrence half er bei der Konstruktion des ersten Zyklotrons am Berkeley Radiation Laboratory. 1946 bis zu seiner Emeritierung 1954 war er Professor an der Stanford University und koordinierte Forschungsverträge mit der Industrie.
Leonard Fuller hielt 24 Patente. Er erhielt 1919 den ersten IEEE Morris N. Liebmann Memorial Award. Er war Fellow des Institute of Radio Engineers, des American Institute of Electrical Engineers und der American Physical Society.